# هانا-روهيتي مايبي-كلارك
هانا روهيتي كاريريكي مايبي كلارك (من مواليد 2002) هي سياسية نيوزيلندية، تمثل تي باتي ماوري كعضو في البرلمان منذ الانتخابات العامة النيوزيلندية لعام 2023. وهي أصغر نائبة منذ جيمس ستيوارت وورتلي، الذي تم انتخابه في انتخابات عام 1853 وكان عمره 20 عامًا و7 أشهر.